# Neophaedimus
Neophaedimus is een geslacht van kevers uit de familie bladsprietkevers (Scarabaeidae). Het geslacht werd voor het eerst wetenschappelijk beschreven in 1894 door Schoch.

## Soorten
- Neophaedimus auzouxi (Lucas, 1870)
- Neophaedimus castaneus Ma, 1989